# Zavojane
Zavojane – wieś w Chorwacji, w żupanii splicko-dalmatyńskiej, w mieście Vrgorac. W 2011 roku liczyła 308 mieszkańców.